# Nádudvari fekete kerámia
A nádudvari fekete kerámia Nádudvar település határában található magas vastartalmú, jó minőségű agyagból készülő fekete cserép. Egyedülálló technikája a kaviccsal  való díszítés, az ún. sikálás. Az égetés (minden fekete cserép esetében) kizárólag fatüzelésű kemencében történik.

## Fazekasmesterség
Nehéz mesterség volt régen a fazekasmesterség. Nem dinasztiák vagy uralkodóházak, leginkább  szegény családok tagjai voltak a fazekasok. Nehéz munka a földdel dolgozni, taposni, gyúrni az agyagot nap mind nap. A megtanulása is nehéz, sokat kell a korongolást gyakorolni. 

## A nádudvari fazekasmesterség napjainkban
A napjainkban agyagból "fazekat" többnyire alkotók, népművészek, népi kézművesek, keramikusok készítenek. Mára az agyagot nem helyben bányásszák. A hagyományos eljárás kicsit megkopott, "korszerűbb" lett. A mesterség átadása ritkán történik családon belül. A népi kézművesek képzése a Nádudvari Népi Kézműves Szakgimnázium és Kollégiumban történik.

## A nádudvari fekete kerámia sikerei
A nádudvari fekete kerámia nemzetközi ismertségre tett szert. Ez köszönhető a mesterséget még gyakorló családoknak, Nádudvar Város Önkormányzatának, Nádudvari Népi Kézműves Szakgimnázium és Kollégiumának, a Hagyományos Mesterségek Oktatásáért Alapítványnak és a nádudvari embereknek. 

### Nádudvari fazekasok

#### Fazekas család
Az 1700-as évekre visszavezethető hogy a Fazekas családban apáról-fiúra szállt a mesterség ismerete.Ez idő során majdnem mindig jelen voltak Nádudvar életében.Prima Primissima díjat kapott a Fazekas Dinasztia által készített nádudvari fekete kerámia.
- Fazekas Ferenc (Nádudvar, 1955. 12.03.) Az emberiség szellemi kulturális örökségének reprezentatív listájára {UNESCO) jelölt.
- Fazekas István (Nádudvar 1949.06 .05 .) Az emberiség szellemi kulturális örökségének reprezentatív listájára {UNESCO) jelölt,  Népművészet ifjú Mestere , a Népi iparművész
- Fazekas Lajos (Nádudvar 1944.02. 01 , ) Az emberiség szellemi kulturális örökségének reprezentatív listájára {UNESCO) jelölt.
- ifj. Fazekas István (Nádudvar 1976.03 .05) Népi iparművész , Népi játszóház vezető és szakoktató,Az emberiség szellemi kulturális örökségének reprezentatív listájára {UNESCO) jelölt.[2]

#### K. Nagy család
Az 1581. évi dézsmajegyzékben három Korsós családdal is találkozhatunk, a későbbi századokból fennmaradt összeírásokban is ott szerepelnek a fazekassággal foglalkozó családok között a K. Nagyok ( Korsós Nagy). A K. Nagy névben a .,K" betű korsóst jelent, a köztudatban ez máig fennmaradt.
- K.Nagy Zsolt (Debrecen 1971.06.19)  Fazekas Népi lparművész, a Népművészet Ifjú Mestere. Az emberiség szellemi kulturális örökségének reprezentatív listájára {UNESCO) jelölt.
- K. Nagy György (Debrecen 1970 03 28) Az emberiség szellemi kulturális örökségének reprezentatív listájára {UNESCO) jelölt.
- Dobiné Vass Júlia, (Bihartorda 1949.12.18) Népművészet mestere. Az emberiség szellemi kulturális örökségének reprezentatív listájára {UNESCO) jelölt.